# Уэйкфилд, Эдвард
Э́двард Ги́ббон Уэ́йкфилд (англ. Edward Gibbon Wakefield; 20 марта 1796, Лондон, Великобритания, — 16 мая 1862, Веллингтон, Новая Зеландия) — английский авантюрист и экономист, представитель классической политической экономии.

## Биография
Эдвард Гиббон Уэйкфилд родился 20 марта 1796 года в Лондоне.
В 1826 году Уэйкфилд с помощью своего брата, в будущем полковника и основателя Веллингтона, Уильяма Уэйкфилда (1801—1848) обманом выкрал из частной школы в Ливерпуле 15-летнюю наследницу состоятельного семейства Эллен Тернер. Хозяйке школы авантюристы сообщили, что отец пансионерки парализован и желает видеть дочь немедленно. Девушке он сообщил, что её отец, якобы, разорился, а он принимает на себя его долги. Молодые бежали в Шотландию, где и обвенчались в деревне Гретна-Грин. Затем Уэйкфилд и его супруга перебрались в Кале, где и ожидали развязки скандала. Брак в итоге был аннулирован судом, а оба брата был осуждены на три года, которые Уэйкфилд благополучно отбыл в Ньюгейтской тюрьме. Э. Тернер вышла замуж двумя годами позже и умерла в возрасте 19 лет при родах.
Интересно, что и первая женитьба Уэйкфилда в 1816 году на 16-летней Элизе Праттл была весьма подозрительной. Она умерла в 1820 году, а супруг пополнил свой бюджет на ₤70 000.
В дальнейшем Уэйкфилд долгое время проживал в Канаде, Австралии и Новой Зеландии, в которую и переехал окончательно в 1852 году. Составил состояние торговлей земельными участками на своей новой родине и в Австралии.
Сын экономиста от первого брака — Уильям Джернинг Уэйкфилд (1820—1879) — известный новозеландский писатель и политик.
Эдвард Гиббон Уэйкфилд умер 16 мая 1862 года в Веллингтоне.
Уэйкфилд известен также публикацией «Богатства народов» А. Смита под своей редакцией (Inquiry into the Nature and Causes of the Wealth of Nations Adam Smith edited by E G Wakefield (London, 1835-9). Он входит в список «ста великих экономистов до Кейнса» по версии Марка Блауга.

## Основные произведения
- «Письмо из Сиднея» (А Letter from Sydney, 1829);
- «Англия и Америка» (England and America, 1833);
- «Взгляд на искусство колонизации» (A View of the Art of Colonization, 1849);
- «Собрание сочинений» (The Collected works of Edward Gibbon Wakefield, 1968).